# 415 f.Kr.

## Händelser

### Efter plats

#### Grekland
- Den atenske oratorn och politikern Andokides fängslas, misstänkt för att ha deltagit i lemlästningen av de heliga Hermaebysterna strax innan den atenska militärexpeditionen till Sicilien har avrest. Dessa lemlästningar har orsakat allmän panik och Andokides övertalas att bli angivare. Hans vittnesmål accepteras och dem han utpekar, inklusive Alkibiades, döms till döden, medan han själv skickas i exil.
- Den atenska expeditionen till Sicilien avseglar under Nikias, Lamachos och Alkibiades befäl. Efter avresan kommer anklagelserna mot Alkibiades och han återkallas till Aten för att ställas inför rätta.
- Efter att ha fått veta, att han har dömts till döden i sin frånvaro hoppar Alkibiades av till Sparta och Nikias får högsta befälet över sicilienexpeditionen. De atenska styrkorna landstiger vid Dascon nära Syrakusa men med klent resultat. Hermokrates leder det syrakusiska försvaret.
- Alkibiades går öppet över till Spartas sida och övertalar spartanerna att skicka Gylippos för att bistå Syrakusa och befästa Dekeleia på Attika. Han uppmanar också Jonien att göra uppror mot Aten. Som ett resultat av detta anländer en spartansk flotta snart för att förstärka sina allierade i Syrakusa och ett dödläge uppstår.

### Efter ämne